# Schaal Sels 2010
La Schaal Sels 2010, ottantacinquesima edizione della corsa, valida come evento dell'UCI Europe Tour 2010 categoria 1.1, si svolse il 29 agosto 2010 su un percorso di 203,4 km. Fu vinta dal lituano Aidis Kruopis, che terminò la gara in 4h46'37" alla media di 42,58 km/h.
Furono 81 i ciclisti che portarono a termine il percorso.

## Ordine d'arrivo (Top 10)
| Pos. | Corridore           | Squadra         | Tempo    |
| ---- | ------------------- | --------------- | -------- |
| 1    | Aidis Kruopis       | Palmans Cras    | 4h46'37" |
| 2    | Stefan van Dijk     | Verandas Wil.   | s.t.     |
| 3    | Aleksandr Porsev    | Katusha         | s.t.     |
| 4    | Adam Blythe         | Omega Pharma    | s.t.     |
| 5    | Michael Van Staeyen | Topsport Vl.    | s.t.     |
| 6    | Kevin Lacombe       | SpiderTech      | s.t.     |
| 7    | Bert De Backer      | Skil-Shimano    | s.t.     |
| 8    | Kevin Peeters       | Landbouwkrediet | s.t.     |
| 9    | James Vanlandschoot | Verandas Wil.   | s.t.     |
| 10   | Roy Hegreberg       | Sparebanken     | s.t.     |